# Pasaco
Pasaco es un municipio del departamento de Jutiapa de la República de Guatemala de la región sur-oriente.

## División administrativa
El territorio de Pasaco se extiende en 308 km² y además, su cabecera está a una distancia de 4 km de la carretera internacional del Pacífico. Cuenta con cuatro aldeas y dieciséis caseríos que son:
| División | Listado |
| -------- | --- |
| Aldeas   | 1. Barra del Jiote 2. El Astillero 3. El Garrobo 4. El Jobo 5. El Porvenir 6. El Salitrillo 7. El Sitio 8. El Socorro 9. Laguna Del Comendador 10. La Cincuya 11. La Estancia 12. Potrerillos 13. San Luis La Danta 14. Sunzapote 15. Tintón Norte 16. Tintón Sur |
| Caseríos | 1. El Arco 2. El Güiscoyol 3. El Jobito 4. El Naranjito 5. La Mocha 6. Las Delicias 7. Las Marías 8. Las Mesetas 9. Las Pepescas 10. Las Pilas 11. Los Nacimientos 12. Oquendo 13. San Antonio 14. Santa Emilia 15. Sitio Sur 16. Vista Hermosa                   |

## Ubicación geográfica
Pasaco es uno de los dos únicos municipios del departamento de Jutiapa que está a las orillas del Océano Pacífico; el otro es Moyuta, que se encuentra de lado suroeste de Jutiapa. Pasaco se encuentra entre el norte del Océano Pacífico, al sur de los municipios de San Juan Tecuaco y Oratorio, al este de Chiquimulilla del departamento de Santa Rosa y al oeste de Moyuta. Está a 148 km de la ciudad capital y a 92 km de la cabecera departamental.
|                                                     | Norte: San Juan Tecuaco y Oratorio |              |
| Oeste: Chiquimulilla del departamento de Santa Rosa |                                    | Este: Moyuta |
|                                                     | Sur: Océano Pacífico               |              |

## Gobierno municipal
Los municipios se encuentran regulados en diversas leyes de la República, que establecen su forma de organización, lo relativo a la conformación de sus órganos administrativos, tributos destinados para los mismos; esta legislación se encuentra dispersa en diversos niveles.  Ahora bien, que exista legislación específica para los municipios no significa que a estos no les sean aplicables las normas contenidas en otros cuerpos normativos, pues aunque se trata de entidades autónomas, las mismas se encuentran sujetas, al igual que todas las entidades de tal naturaleza, a la legislación nacional.
Específicamente, las principales leyes que rigen a los municipios en Guatemala desde 1985 son:
| N.º | Ley                                                | Descripción |
| --- | -------------------------------------------------- | --- |
| 1   | Constitución Política de la República de Guatemala | Le son aplicables diversos artículos generales de la misma, y además tiene una regulación legal específica en los artículos 253 al 262, que constituyen su base constitucional.                                                                                            |
| 2   | Ley Electoral y de Partidos Políticos              | Ley de carácter constitucional creada por la Asamblea Nacional Constituyente que aplicable a los municipios en diversos aspectos pero fundamentalmente en el tema de la conformación de sus autoridades electas, puesto que regula la manera en que se eligen y conforman. |
| 3   | Código Municipal                                   | Decreto 12-2002 del Congreso de la República de Guatemala. Tiene la categoría de ley ordinaria y contiene preceptos generales aplicables a todos los municipios, e inclusive contiene legislación referente a la creación de los municipios.                               |
| 4   | Ley de Servicio Municipal                          | Decreto 1-87 del Congreso de la República de Guatemala. Regula las relaciones entra la municipalidad y los servidores públicos en materia laboral. Tiene su base constitucional en el artículo 262 de la constitución que ordena la emisión de la misma.                   |
| 5   | Ley General de Descentralización                   | Decreto 14-2002 del Congreso de la República de Guatemala. Regula el deber constitucional del Estado, y por ende del municipio, de promover y aplicar la descentralización y desconcentración económica y administrativa.                                                  |

El gobierno de los municipios de Guatemala está a cargo de un Concejo Municipal, de conformidad con el artículo 254 de la Constitución Política de la República de Guatemala, que establece que «el gobierno municipal será ejercido por un concejo municipal». A su vez, el código municipal —que tiene carácter de ley ordinaria y contiene disposiciones que se aplican a todos los municipios de Guatemala— establece en su artículo 9 que «el concejo municipal es el órgano colegiado superior de deliberación y de decisión de los asuntos municipales […] y tiene su sede en la circunscripción de la cabecera municipal». Por último, el artículo 33 del mencionado código establece que «[le] corresponde con exclusividad al concejo municipal el ejercicio del gobierno del municipio».
El concejo municipal se integra de conformidad con lo que establece la Constitución en su artículo 254, es decir «se integra con el alcalde, los síndicos y concejales, electos directamente por sufragio universal y secreto para un período de cuatro años, pudiendo ser reelectos». Al respecto, el código municipal en el artículo 9 establece «que se integra por el alcalde, los síndicos y los concejales, todos electos directa y popularmente en cada municipio de conformidad con la ley de la materia».
Los alcaldes que ha habido en el municipio son:
| Año  | Nombre                                        | Obras | Año  | Nombre                  | Obras | Año  | Nombre             | Obras | Año  | Nombre                         | Obras                                                                                           |
| ---- | --------------------------------------------- | --- | ---- | ----------------------- | --- | ---- | ------------------ | --- | ---- | ------------------------------ | ----------------------------------------------------------------------------------------------- |
| 1905 | Carlos Morán                                  | Durante el gobierno del licenciado Manuel Estrada Cabrera estos eran períodos municipales de un año de duración solamente y eran nombrados por el presidente. | 1925 | Eduardo Mendoza         | | 1942 | Ernesto Maradiaga  | Durante el gobierno del general Jorge Ubico estos eran períodos municipales de un año de duración solamente y eran nombrados por el presidente. | 1962 | Hernán Juárez                  |                                                                                                 |
| 1906 | Raymundo Cortez                               | Durante el gobierno del licenciado Manuel Estrada Cabrera estos eran períodos municipales de un año de duración solamente y eran nombrados por el presidente. | 1926 | Francisco Rosales       | | 1943 | Celestino Morataya | Durante el gobierno del general Jorge Ubico estos eran períodos municipales de un año de duración solamente y eran nombrados por el presidente. | 1964 | Alfonso Juárez                 |                                                                                                 |
| 1907 | Adolfo Meléndez                               | Durante el gobierno del licenciado Manuel Estrada Cabrera estos eran períodos municipales de un año de duración solamente y eran nombrados por el presidente. | 1928 | Feliciano González      | | 1943 | Isidro Juárez      | Durante el gobierno del general Jorge Ubico estos eran períodos municipales de un año de duración solamente y eran nombrados por el presidente. | 1965 | David Salguero                 |                                                                                                 |
| 1908 | Tomas Albeño                                  | Durante el gobierno del licenciado Manuel Estrada Cabrera estos eran períodos municipales de un año de duración solamente y eran nombrados por el presidente. | 1929 | Eduardo Mendoza         | | 1945 | Eleno Escobar      | Durante el gobierno del general Jorge Ubico estos eran períodos municipales de un año de duración solamente y eran nombrados por el presidente. | 1968 | Baltazar Pineda Lara           |                                                                                                 |
| 1909 | Concepción Valiente                           | Durante el gobierno del licenciado Manuel Estrada Cabrera estos eran períodos municipales de un año de duración solamente y eran nombrados por el presidente. | 1930 | Javier Santos Contreras | | 1946 | Alfonso Juárez     | Con la Revolución de Octubre se inician período de tres años para el que los alcaldes son ahora electos por la población.                       | 1970 | David Vásquez Paiz             |                                                                                                 |
| 1910 | Federico Mendoza                              | Durante el gobierno del licenciado Manuel Estrada Cabrera estos eran períodos municipales de un año de duración solamente y eran nombrados por el presidente. | 1931 | Eulogio Grijalva        | Durante el gobierno del general Jorge Ubico estos eran períodos municipales de un año de duración solamente y eran nombrados por el presidente. | 1948 | Ernesto Zelada     | | 1970 | David Vásquez Paiz             |                                                                                                 |
| 1911 | Alberto Ávila 1972 Juan Antonio Monzón Godoy. | Durante el gobierno del licenciado Manuel Estrada Cabrera estos eran períodos municipales de un año de duración solamente y eran nombrados por el presidente. | 1932 | Euís Morataya           | Durante el gobierno del general Jorge Ubico estos eran períodos municipales de un año de duración solamente y eran nombrados por el presidente. | 1950 | Adrián Secaida     | | 1974 | Alfonso Juárez Meléndez        |                                                                                                 |
| 1912 | Ruperto Girón                                 | Durante el gobierno del licenciado Manuel Estrada Cabrera estos eran períodos municipales de un año de duración solamente y eran nombrados por el presidente. | 1933 | Máximo Sarceño          | Durante el gobierno del general Jorge Ubico estos eran períodos municipales de un año de duración solamente y eran nombrados por el presidente. | 1952 | Matías Juárez      | | 1976 | Herlindo Velásquez             |                                                                                                 |
| 1913 | Tomas Albeño                                  | Durante el gobierno del licenciado Manuel Estrada Cabrera estos eran períodos municipales de un año de duración solamente y eran nombrados por el presidente. | 1934 | Javier Santos Contreras | Durante el gobierno del general Jorge Ubico estos eran períodos municipales de un año de duración solamente y eran nombrados por el presidente. | 1954 | Carmen Arévalo     | | 1980 | Isodoro Arredondo García       |                                                                                                 |
| 1914 | Concepción Valiente                           | Durante el gobierno del licenciado Manuel Estrada Cabrera estos eran períodos municipales de un año de duración solamente y eran nombrados por el presidente. | 1935 | Salvador Carrillo       | Durante el gobierno del general Jorge Ubico estos eran períodos municipales de un año de duración solamente y eran nombrados por el presidente. | 1955 | Enrique Recinos    | Se inicia el período liberacionista en Guatemala                                                                                                | 1983 | Luis Emilio Barrera            | Designado tras el golpe de Estado de 1983 dirigido por el general Oscar Humberto Mejía Víctores |
| 1915 | Francisco Rosales                             | Durante el gobierno del licenciado Manuel Estrada Cabrera estos eran períodos municipales de un año de duración solamente y eran nombrados por el presidente. | 1936 | Amadeo Roca             | Durante el gobierno del general Jorge Ubico estos eran períodos municipales de un año de duración solamente y eran nombrados por el presidente. | 1956 | Isidro Juárez      | | 1984 | Luis Alberto Ibáñez Solórzano  |                                                                                                 |
| 1916 | Federico Mendoza                              | Durante el gobierno del licenciado Manuel Estrada Cabrera estos eran períodos municipales de un año de duración solamente y eran nombrados por el presidente. | 1937 | José Antonio Bonilla B. | Durante el gobierno del general Jorge Ubico estos eran períodos municipales de un año de duración solamente y eran nombrados por el presidente. | 1957 | Juan Corado        | | 1985 | Jorge Humberto Rivas Solís     | Se inicia el período democrático regido por la Constitución de 1985.                            |
| 1917 | Victoriano Torres                             | Durante el gobierno del licenciado Manuel Estrada Cabrera estos eran períodos municipales de un año de duración solamente y eran nombrados por el presidente. | 1939 | Samuel Luna R.          | Durante el gobierno del general Jorge Ubico estos eran períodos municipales de un año de duración solamente y eran nombrados por el presidente. | 1958 | Jacinto Bardales   | | 1988 | Juan Antonio Monzón Godoy      |                                                                                                 |
| 1920 | Francisco Rosales                             | | 1940 | Adrián Secaida          | Durante el gobierno del general Jorge Ubico estos eran períodos municipales de un año de duración solamente y eran nombrados por el presidente. | 1960 | Victor Juárez      | | 1991 | Francisco Revolorio Díaz       |                                                                                                 |
| 1923 | Ruperto Alfaro                                | | 1941 | Amadeo Roca             | Durante el gobierno del general Jorge Ubico estos eran períodos municipales de un año de duración solamente y eran nombrados por el presidente. | 1962 | Gabino Peña        | | 1995 | Carlos Humberto Lemus Orellana |                                                                                                 |

Los más recientes alcaldes del municipio han sido:
- 1996-2000: Óscar Quintana García PAN
- 2000-2012: Alejandro Gómez Chúa (PLP-1996-2004) (UNE-2004-2012)
- 2012-2016: Lázaro Contreras[6]
- 2016-2020: Fredis Eduardo Ávila Mijangos
- 2020-2024: Ottoniel Pineda Herrera

## Historia
Los primeros pobladores de Pasaco fueron los xincas. 
En la época colonial, el municipio de Pasaco fue conocido como «Paxaco» y estaba ubicado a 8 kilómetros del lugar donde se encuentra actualmente la cabecera municipal; su antigua ubicación se conoce como «La Esmeralda». Se dice que su territorio se extendió hasta los modernos municipios de Pasaco, Moyuta y Conguaco del departamento de Jutiapa y los de Naninta, Tecuaco, Guazacapán del departamento de Santa Rosa.[cita requerida]

### Fundación del departamento de Santa Rosa
La República de Guatemala fue fundada por el gobierno del presidente capitán general Rafael Carrera el 21 de marzo de 1847 para que el hasta entonces Estado de Guatemala pudiera realizar intercambios comerciales libremente con naciones extranjeras. El 25 de febrero de 1848 la región de Mita, a la que pertenecía Pasaco, fue segregada del departamento de Chiquimula, convertida en departamento y dividida en tres distritos: Jutiapa, Santa Rosa y Jalapa.  Específicamente, el distrito de Santa Rosa incluyó a Santa Rosa como cabecera, Cuajiniquilapa, Chiquimulilla, Guazacapán, Taxisco, Pasaco,  Nancinta, Tecuaco, Sinacantán, Isguatán, Sacualpa, La Leona, Jumay y Mataquescuintla.
Más adelante, por Decreto del 8 de mayo de 1852, se decidió a crear el departamento de Santa Rosa.[cita requerida]

## Recursos Naturales
Los recursos naturales de Pasaco son la flora, la fauna y los las aguas. La producción precuaria, la agricultura y el agua potable son la base fundamental de que Pasaco se considere uno de los municipios más estables en lo que es la naturaleza y su conservación ya que cuenta con una gran cantidad de árboles y son muy bien protegidos de los coradores de árboles.

### Flora
Los diversos bosques que son protegidos por los pobladores han creado un hábitat seguro para muchos animales y plantas. Entre sus árboles se encuentran el madre cacao, amate, eucalipto, jicaro o morro, matilisgua, jacaranda y Ceibas.

### Fauna
La fauna es realmente sorprendente ya que contiene animales de corral, domésticos, silvestres y además acuáticos provenientes del Océano Pacífico. Entre los animales se encuentran las aves de corral, cerdos, ganado, caballar y vacuno, perros, gatos, animales salvajes, peces, tortugas marinas, tortugas terrestres.

### Aguas
Existen ríos, quebradas y lagunas que además son conectadas directamente del océano Pacífico. Entre sus ríos están el río Grande de Pasaco, río Chiquito, río Los Esclavos, río Castaño. Entre sus quebradas están la quebrada Honda, Las Pilas, La Gavia, El Sitio. Entre sus lagunas están la Laguna El Comendador, Laguna La Encantada, Laguna Las Hojas, Laguna Nisguaya, Laguna San Juan.

## Lugares Turísticos
Pasaco aprovecha al máximo sus encantadores lugares turísticos, ya que tanto gente del municipio, departamento y país, también llegan visitantes que otros países que aprovechan conocer lugares interesantes en la región oriente del país de Guatemala. Uno de los lugares más populares son "Las Lisas" que es un centro acuático donde las personas suben en un botes y pasean a lo largo del canal de Chiquimulilla. La más importante es La Barra El Jiote, en donde se puede observar una hermosa vista al Océano Pacífico y en donde los restaurantes sirven exóticas comidas oceánicas.